# Dragón krayt
Los dragones krayt son unas bestias del universo de la Guerra de las Galaxias.
Los dragones krayt son unas enormes bestias cuadrúpedas de voraz apetito que viven en el planeta Tatooine. Son carnívoros, suelen alimentarse de especies animales y hasta inteligentes como jawas y moradores de las arenas.
Gardulla la Hutt tuvo la mala suerte de acabar en las fauces de su propio krayt después de que Jango Fett la empujara hacia el mismo.
Cuando C-3PO quedó varado y solo en las dunas de Tatooine tuvo un encuentro con los huesos de un ya fallecido dragón krayt.